# Syrphe ceinturé
Episyrphus balteatus
Espèce
Le syrphe ceinturé ou syrphe à ceinture(s) (Episyrphus balteatus) est une espèce d'insectes volants de l'ordre des Diptères appartenant à la famille des Syrphidae.
Les adultes se nourrissent de pollen, alors que les larves sont aphidiphages et consomment principalement des pucerons. Les syrphes sont considérés comme d'excellents agents de lutte biologique. 
Il est commercialisé dans la région OEPP depuis 1995 pour lutter contre les pucerons tant en culture sous serre qu'en plein champ, notamment en Allemagne, en Belgique, au Danemark, en Italie, aux Pays-Bas, au Portugal et en Slovénie.
C'est l'une des deux espèces les plus communes d'Europe, et on a montré récemment qu'il s'agit aussi d'une espèces migratrice capable de parcourir de grandes distances, y compris au-dessus de la Manche ou entre l'Angleterre et l'Irlande (voir le chapitre relatif aux Syrphes dans l'article sur la migration des insectes). Certains entomologistes ont comparé ses capacités à optimiser sa migration à celles d'oiseaux migrateurs.

## Taxinomie
L'espèce Episyrphus balteatus a été décrite par le naturaliste suédois Charles de Geer en 1776.

### Synonymes
Selon EOL (19 mars 2015) :
- Syrphus signatus Abreu, 1924,
- Musca scitule Harris, 1780,
- Syrphus andalusiacus Strobl, 1899,
- Episyrphus fallaciosus Matsumura, 1917,
- Musca alternata Schrank, 1781,
- Episyrphus hirayamae Matsumura, 1918,
- Musca cannabina Scopoli, 1763,
- Musca palustris Scopoli, 1763,
- Musca scitulus Harris, 1780,
- Syrphus cretensis Becker, 1921,
- Syrphus nectareus Fabricius, 1787,
- Musca nectarina Gmelin 1790,
- Syrphus proximus Abreu, 1924,
- Syrphus pleuralis Thomson, 1869,
- Musca elegans Villers, 1789.

## Description
Ce syrphe mesure de 8 à 12 mm. Son front est peu saillant et présente un calus médian très proéminent. La marge postérieure de l'aile est renforcée par des plaques chitineuses microscopiques. Son thorax est velu.
Ses œufs sont pondus dans des colonies de pucerons. Les larves qui en émergent se nourrissent alors uniquement de ces insectes. Les adultes, quant à eux se nourrissent de nectar et de miellat en étant de très bons pollinisateurs.
On le confond souvent avec les guêpes, mais le syrphe est inoffensif. Son seul moyen de défense est son extraordinaire rapidité, qui lui permet de s'éclipser en moins d'une seconde.
On le retrouve près des conifères, tels que les pins et les sapins, il est commun dans les jardins.

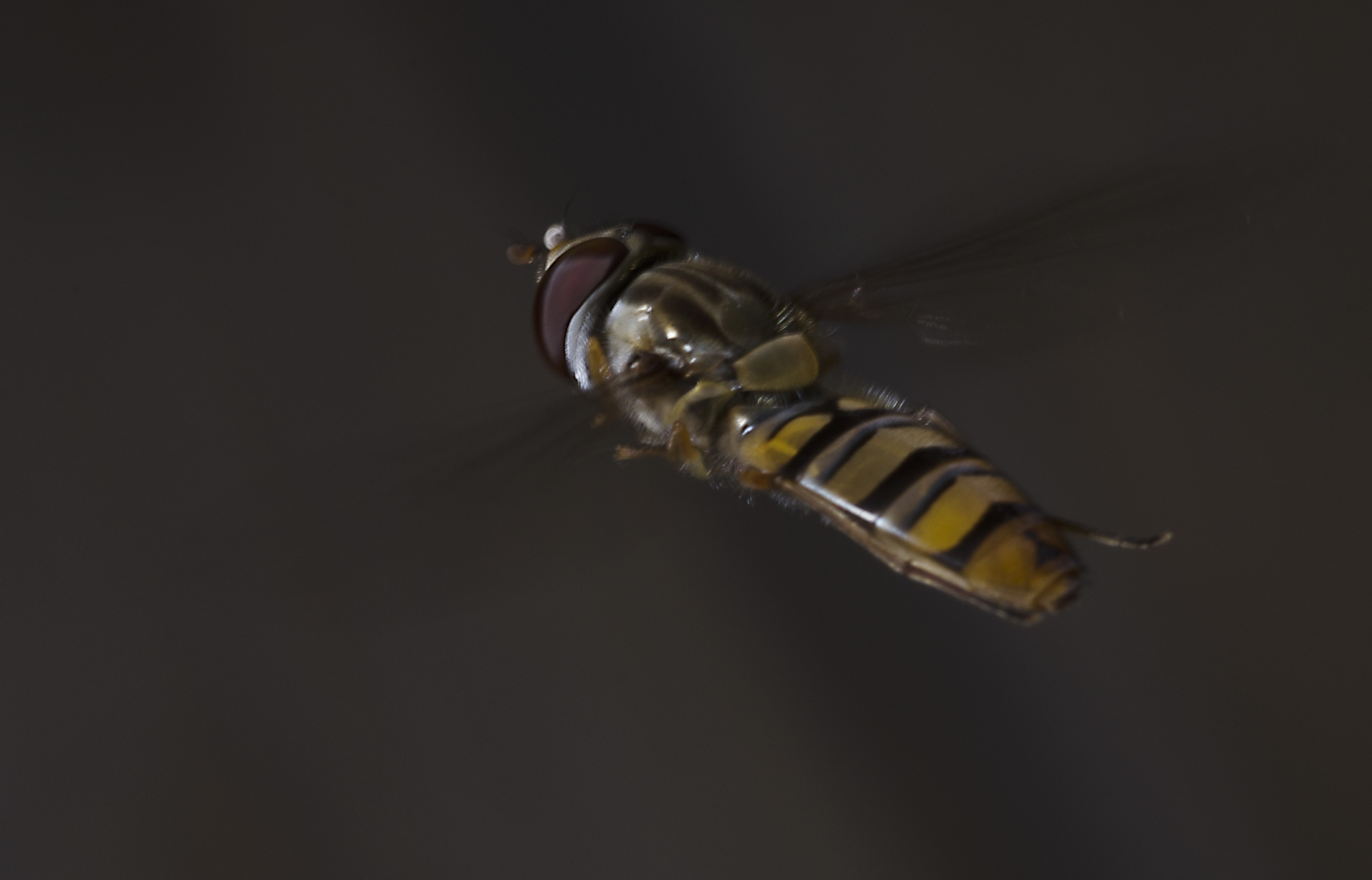
En vol stationnaire.
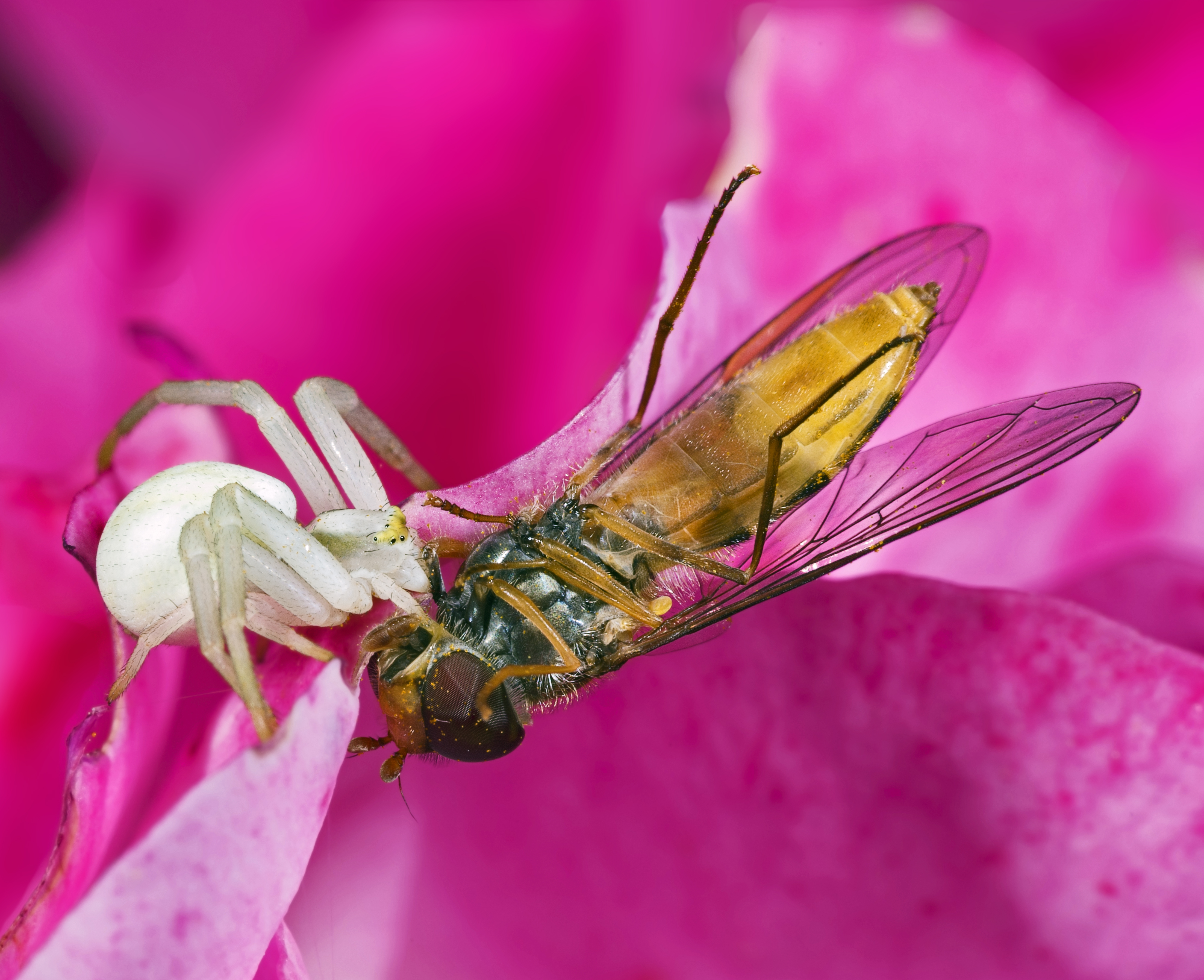
Capturé par une araignée Misumena vatia.
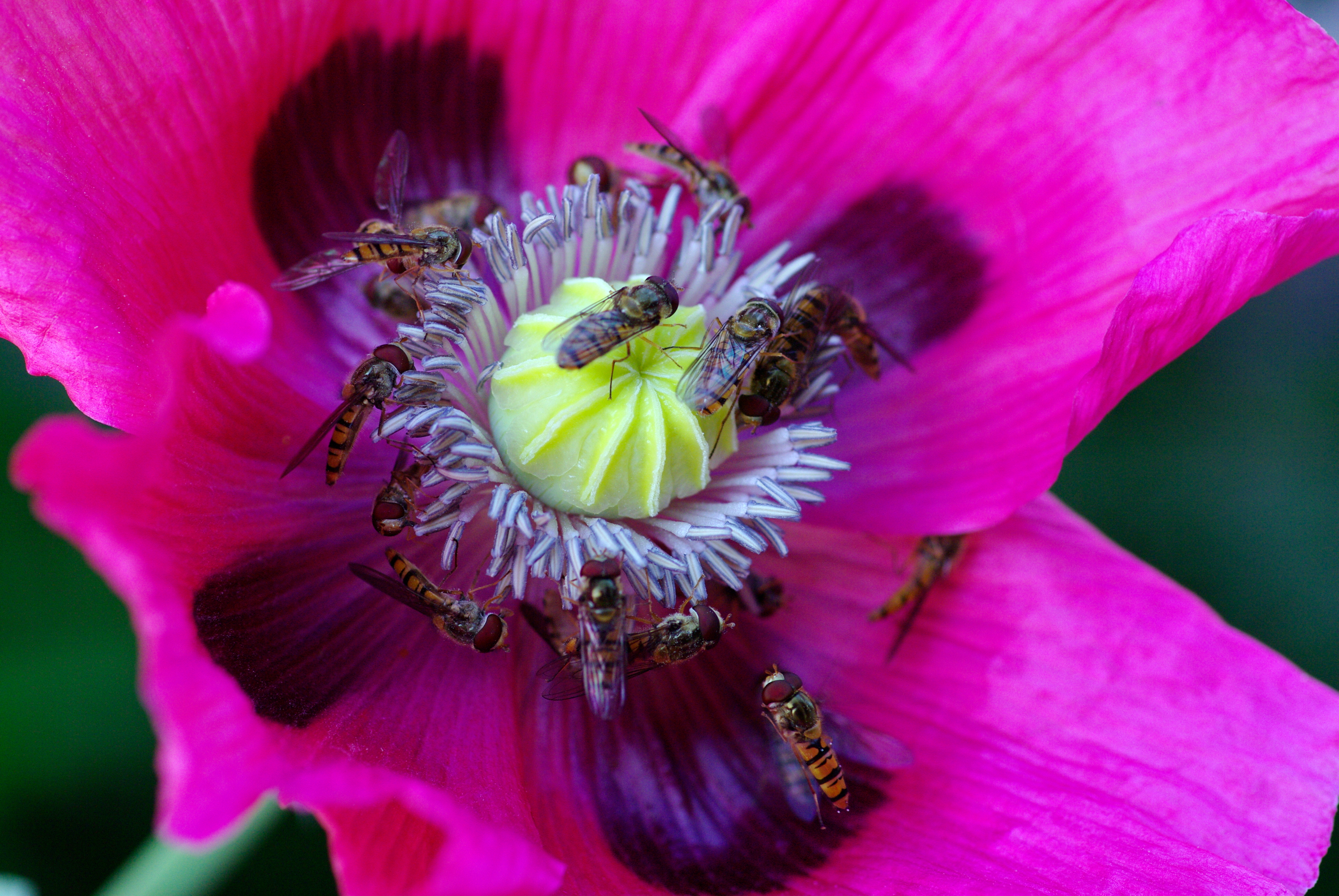
Groupe de syrphes ceinturés butinant un pavot.

### Guide d'identification
- Stubbs A.E.  British Hoverflies. An Illustrated Identification Guide. British Entomological and Natural History Society, ; 2002